# Сатанівська загальноосвітня школа I—III ступенів
Сатанівська загальноосвітня школа I—III ступенів — навчальний заклад, що діє в селищі міського типу Сатанів Городоцького району Хмельницької області.

## Загальні відомості про школу
На даними на 1 грудня 2009 року в школі, розрахованій на 400 місць, навчалося 378 учнів, працювало 63 вчителі, вихователі .

## З історії школи
1921 року в містечку Сатанів відкрили початкову, а 1926 року — семирічну школи. 1937 року споруджено приміщення для середньої школи. У 1940/41 навчальному році в селищі діяли середня, неповна середня та початкова школи, в яких здобували освіту 970 учнів і працювало 37 учителів .
Після визволення Сатанова з-під німецько-нацистської окупації відновила роботу середня школа .
У лютому 1965 року постановою Ради Міністрів Української РСР Сатанівській середній школі надали ім'я Героя Радянського Союзу Павла Макарова .
У 19769/70 навчальному році в середній школі навчалося 742 учні, працювало 50 учителів, шість з яких було нагороджено значком «Відмінник народної освіти». Шкільна бібліотека на той час налічувала близько 14 тисяч книжок. У селищі також працювала вечірня середня школа .
Від 1999 року директором Сатанівської загальноосвітньої школи працює Володимир Тадеушович Іжицький . Відповідаючи на запитання «Яким Ви бачите майбутнє Сатанова?», він сказав: «Як патріот Сатанова я хочу, щоб у містечка було світле майбутнє. І, переконаний, що саме так і буде. Чому так думаю? Бо для Сатанова великі перспективи дають лікувальна вода, рекреаційні ресурси. Думаю, що ті, від кого це залежить, використають їх сповна. А мені, як директору школи, хотілося б створити пристойні умови для навчання наших учнів. Колектив — і учительський, і учнівський — у нас прекрасний. І хотілося б, щоб була хороша матеріальна база, адже живемо в XXI столітті. Останнім часом велика увага до проблем Сатанова й, зокрема, школи, приділяється районною владою. Ми почали суттєвий капітальний ремонт шкільного приміщення, маємо багато планів на майбутнє. Думаю, що спільними зусиллями ці плани втілимо в життя» .

## Найвідоміші випускники
1969 року школу із золотою медаллю закінчила Олена Миколаївна Сохацька — нині доктор економічних наук, дійсний член Академії економічних наук України, автор першого в Україні ґрунтовного підручника «Біржова справа» .
1974 року школу закінчила Світлана Михайлівна Вус — нині заслужений юрист України, суддя Верховного Суду України .

## Найвідоміші вчителі
У 1965—1966 роках у школі працював Віктор Іванович Муха, відомий перекладами творів узбецьких письменників (серед них народні письменники Узбецької РСР Саїд Ахмад, Айбек, Аскад Мухтар) українською мовою.